# Fredrik Ludvigsson
Fredrik Ludvigsson (28 de abril de 1994) es un ciclista sueco que fue profesional entre 2013 y 2019. Su hermano mayor Tobias, también es ciclista profesional.
En agosto de 2019 anunció su retirada como ciclista profesional a los 25 años de edad y se puso a trabajar a tiempo completo en una tienda de bicicletas en Jönköping.

## Palmarés
2013
- Boucle de l'Artois, más 1 etapa

## Equipos
- Team People4you-Unaas Cycling (2013)
- Development Team Giant-Shimano (2014)
- Giant (2014[2] -2016) 
  - Team Giant-Shimano (2014)
  - Team Giant-Alpecin (2015-2016)
- Christina Jewelry-Kuma (2017)
- Team Coop (2018)
- Memil Pro Cycling (2019)